# Dərk
Dərk (hay còn gọi là Derk) là một ngôi làng thuộc vùng Quba của Azerbaijan. Ngôi làng tạo thành một phần của đô thị của Yerfi.